# Vietcong (videohra)
Vietcong je počítačová hra vytvořená českým vývojářským studiem Pterodon a Illusion Softworks. Vyšla v březnu 2003, průměrné hodnocení v recenzích se pohybovalo okolo 70–80 %. Děj se odehrává v letech 1967 až 1968 během války ve Vietnamu. Hry se prodalo více než 1 milion kusů.

## Hratelnost
Hráč hraje za hlavního hrdinu Steva R. Hawkinse, narozeného 13. října 1939 ve Wilmingtonu v Severní Karolíně, který plní různé průzkumné i bojové mise. Ve hře pak velí týmu s různým kódovým označením od mise k misi. Patří do něj: Le Duy Nhut – stopař, Vietnamec, bojoval za Viet Minh, ale pak přešel na jih a dal se k LLDB, C. J. Hornster – kulometčík, Defort – radista, Crocker – týmový medik (doktor), Bronson – ženista. Tým kromě střelecké podpory přináší i další výhody, jakými jsou i například léčení, rádiové spojení a doplňování nábojů. Na začátku mise je v briefingu také nastínění povah některých členů týmu. Během misí pak v bojové vřavě pokřikují na nepřítele a spolubojovníky různé hlášky jako: „Ratata, kurva, ratatata“ – Hornster.
Pohyb po vietnamské džungli je poněkud omezen „zdmi“ na okraji map. I když má hráč k dispozici mapy, může požádat průvodce, aby ho vedl. Ten může upozornit na hrozící nebezpečí, jako jsou například pasti a hlídkující nepřátelští vojáci. Gameplay je také poněkud jiný než u ostatních FPS her z té doby. Je to způsobeno tím, že v ostatních válečných hrách bojujete proti oficiálnímu nepříteli. Ve Vietcongu bojujete guerilový boj proti Vietcongům a všem jejím trikům, jako jsou pasti nebo tunely.
Oproti ostatním hrám má hráč možnost výběru zbraní před misí, na střelnici. Může si vybrat jak americké, tak i ukořistěné zbraně. Na střelnici si může vyzkoušet jejich přesnost a účinnost na třech terčích a několika lahvích. Poté se může přesunout do osobního bunkru, kde lze poslouchat rádio s dobovou hudbou, přečíst si dokumenty o členech týmu, dokumenty o dostupných zbraních nebo svůj vlastní deník. Lokace bunkru a střelnice se v průběhu hry značně mění. Ne však radikálně, pouze „někdo“ přesune nábytek. Samotná mise se spustí přečtením dokumentu o misi na stole v bunkru.
Samotné mise se navzájem svou výplní dost liší. Jednou je tu osvobození zajatého rukojmího, podruhé prolézaní velkého podzemního města. I lokace jsou navzájem dost odlišné, ale každý druh lokací má ve hře poměrně krátkou délku. Jednou je tu kaňon s potokem, podruhé hustá džungle, potřetí obrovský kopec, rozvaliny chrámu a podzemní města. Ta jsou asi nejvíce atmosférickou lokací. Nekonečné bloudění a pomalý přesun občas vyvolává u hráčů podivné pocity sklíčenosti.

## Soundtrack
Hra obsahuje spoustu dobové hudby, hlavně proto punk, garage rock a blues rock. Nejznámější skladba ze soundtracku je „Hey Joe“ v podání Deep Purple a skladba „Pseudohendrix“ od Rudých Koster. Další je např. „I Wanna Be Your Dog“ od Iggyho Popa a The Stooges. Dobová hudba se většinou ozývá pouze z rádia v bunkru, kde ji uvádí „Double J – Jonah Jukovsky“, kde jednotlivé skladby prokládá zprávami a vtipy. Hudba se také ozývá na začátku misí při videích.

### Seznam skladeb
Seznam skladeb zahrnuje:
| Skladba                   | Skupina                                                                      |
| ------------------------- | ---------------------------------------------------------------------------- |
| „Hey Joe“                 | Coververze od Deep Purple (nejznámější verze od The Jimi Hendrix Experience) |
| „Vinyl Girl“              | The Living Dead                                                              |
| „Firestone Eyes“          | The Bobby Lomax Journey                                                      |
| „Soul Lovin'“             | Francis Collins feat. Memphis Horns                                          |
| „Hey!“                    | The Fur Seeds                                                                |
| „Break on Free“           | The Jack Knifes                                                              |
| „Everybody Diggin'“       | Cave and the Brothers of Love feat. Memphis Horns                            |
| „Girls Won't Say My Name“ | Northfield Shack                                                             |
| „You Don't Know“          | The Outsiders                                                                |
| „Days of Fire“            | Cosmic Roulette                                                              |
| „Sun Sets Fine“           | Davis                                                                        |
| „I Wanna Be Your Dog“     | The Stooges                                                                  |
| „Primitive“               | The Groupies                                                                 |
| „Riot On Sunset Strip“    | The Standells                                                                |
| „Selfless“                | The Domes of Silence                                                         |
| „Utopia“                  | The Domes of Silence                                                         |

## Dabing
Vietcong byl v Česku prodáván v dabované verzi.
| Postava ve hře    | Český dabing       |
| ----------------- | ------------------ |
| Steve Hawkins     | Svatopluk Schuller |
| Sam Rosenfield    | Libor Terš         |
| výcvikový seržant | Miroslav Středa    |
| Joe Crocker       | Libor Hruška       |
| CJ Hornster       | Tomáš Racek        |
| Peter Defort      | Filip Švarc        |
| Thomas Bronson    | Pavel Vondra       |
| Warren Douglas    | Luděk Čtvrtlík     |
| Le Duy Nhut       | Jan Maxián         |
| Nguyen Nhama      | Libor Bouček       |
| V dalším znění    |                    |
| Radek Hoppe       |                    |
| Jakub Saic        |                    |
| Martin Stránský   |                    |
| Filip Jančík      |                    |
| Tomáš Borůvka     |                    |
| Petr Burian       |                    |
| Jiří Prager       |                    |

## Engine
Ve hře je použit engine od firmy Pterodon Ptero-Engine-II.

## Zbraně

### U.S. Army Special Forces, LLDB a CIDG
| Název         | Typ zbraně            | Hmotnost | Ráže     | Kapacita zásobníku | Zvláštnost                                                                  |
| ------------- | --------------------- | -------- | -------- | ------------------ | --------------------------------------------------------------------------- |
| Colt M1911    | samonabíjecí pistole  | 1,10 kg  | 11,43 mm | 7 nábojů           |                                                                             |
| Revolver .38  | revolver              | 0,90 kg  | 9x29 mm  | 6 nábojů           |                                                                             |
| S&W model 39  | samonabíjecí pistole  | 0,78 kg  | 9×19 mm  | 8 nábojů           | s tlumičem zvuku výstřelu (ideální na tiché zabíjení)                       |
| Karabina M1   | samonabíjecí karabina | 2,6 kg   | 7,62 mm  | 15 nábojů          | možnost nasadit bajonet                                                     |
| Winchester 70 | opakovací puška       | 3,6 kg   | 12 mm    | 5 nábojů           |                                                                             |
| Samopal M3    | samopal               | 3,7 kg   | 11,43 mm | 30 nábojů          |                                                                             |
| Thompson M1A1 | samopal               | 4,8 kg   | 11,43 mm | 30 nábojů          | lze přepnout režim střelby (jednotlivé rány/dávka)                          |
| Remington 870 | opakovací brokovnice  | 3,6 kg   | 70 mm    | 7 nábojů           |                                                                             |
| M16A1         | útočná puška          | 3,4 kg   | 5,56 mm  | 18 nábojů          | lze přepnout režim střelby (jednotlivé rány/dávka), možnost nasadit bajonet |
| M1 Garand     | samonabíjecí puška    | 5,3 kg   | 7,62 mm  | 8 nábojů           | vybavena optikou (slouží jako odstřelovací puška)                           |
| M60           | lehký kulomet         | 10,5 kg  | 7,62 mm  | 100 nábojů         | zpomaluje chůzi, používán také v opevněných palebných postaveních           |
| M79           | granátomet            | 2,9 kg   | 40 mm    | 1 granát           |                                                                             |

### Vietkong a NVA
| Název          | Typ zbraně                      | Hmotnost | Ráže    | Kapacita zásobníku | Zvláštnost                                                                  |
| -------------- | ------------------------------- | -------- | ------- | ------------------ | --------------------------------------------------------------------------- |
| TT-33 Tokarev  | samonabíjecí pistole            | 0,83 kg  | 7,62 mm | 8 nábojů           |                                                                             |
| Makarov PM     | samonabíjecí pistole            | 0,73 kg  | 9 mm    | 9 nábojů           |                                                                             |
| PPŠ-41 Špagin  | samopal                         | 5,4 kg   | 7,62 mm | 71 nábojů          | lze přepnout režim střelby (jednotlivé rány/dávka)                          |
| PPS-43 Sudajev | samopal                         | 3,1 kg   | 7,62 mm | 35 nábojů          |                                                                             |
| Mosin-Nagant   | opakovací puška                 | 4 kg     | 7,62 mm | 5 nábojů           |                                                                             |
| SKS Simonov    | samonabíjecí karabina           | 3,85 kg  | 7,62 mm | 15 nábojů          | možnost nasadit bajonet                                                     |
| Baikal IZh-43  | dvouhlavňová brokovnice         | 3,3 kg   | 10,4 mm | 2 náboje           |                                                                             |
| AK-47          | útočná puška                    | 3,4 kg   | 7,62 mm | 28 nábojů          | lze přepnout režim střelby (jednotlivé rány/dávka), možnost nasadit bajonet |
| SVD Dragunov   | samonabíjecí odstřelovací puška | 4,68 kg  | 7,62 mm | 10 nábojů          | vybavena optikou, možnost nasadit bajonet                                   |
| RPD Děgtarjev  | lehký kulomet                   | 8 kg     | 7,62 mm | 100 nábojů         | zpomaluje chůzi                                                             |

## Rozšíření a konzolové verze
Rozšíření původní hry, datadisk Vietcong: Fist Alpha, bylo vydáno v lednu 2004 s několika novými vylepšeními a s původním Vietcongem vyšlo jako Vietcong: Purple Haze pro PC. Vietcong: Purple Haze byl vydán také v říjnu stejného roku jako rozšířená verze pro PlayStation 2 a Xbox, vyvinuto Coyote Games. Obsahuje sedm singleplayer misí a několik nových multiplayerových map. Nové zbraně: Sten, M-14, M-14 s optikou, Děgtjarev DP, Sten MK II, Škorpión, Tokarev SVT1940, Tokarev SVT1940 s optikou.[zdroj?] Novými postavami jsou seržant Warren Douglas (hlavní postava) a stopař Nguyen Nham.[zdroj?]
Druhý, zato ale velmi obsahově malý datadisk ke hře Vietcong se nazývá Vietcong: Red Dawn. Nabízí jednu misi, která byla z původní hry těsně před vydáním vystřižena, a odehrává se při západu slunce, a obloha je tak rudá (od toho název Red dawn). Mise je založena na častém boji s nepřátelskými odstřelovači. A také několik nových multiplayerových map v režimu "coop" kde hráči zastanou roli za vietcong.